# 三興駅
三興駅（サムンえき、さんこうえき）は、朝鮮民主主義人民共和国平壌市にある、平壌地下鉄革新線の駅である。

## 駅周辺
- 金日成総合大学
- 平壌外国語大学
- 黎明通り

## 隣の駅
平壌地下鉄
革新線
戦勝駅 - 三興駅 - 光明駅 - 楽園駅
* 打消線は廃駅